# Madison Ivy
Madison Ivy (født 14. juni 1989 i München i Tyskland) er en amerikansk pornoskuespiller og model. 
I slutningen af januar 2015 var Madison Ivy involveret i en bilulykke, der nær dræbte hende.

## Opvækst og karriere
Ivy blev født i München i Tyskland som Clorisa Briggs, men flyttede kort efter med forældrene til Texas, hvor hun voksde op. Hun gik ikke i offentlig skole, men blev undervist i hjemmet. I 2007 flyttede hun til Sacramento i California, hvor hun havde forskellige småjobs inden hun mødte en pornoskuespiller, Aurora Snow, der etablerede de nødvendige kontakter til at begynde en karriere som pornoskuespiller. Hun optrådte i eksplicitte hardcore porno i februar 2008 i en alder af 18 år for større firmaer som Hustler, Naughty America, Elegant Angel, Brazzers og Bang Bros.
I december 2009 fik hun forstørret brysterne fra en C-skål til en D-skål. I juli 2013 blev Madison Ivy den første hyrede pornoskuespiller for produktionsselskabet Brazzers
Udover aktiviterne som pornoskuespiller er hun personlig yoga-instruktør og lever sammen med en veninde, pornoskuespillerinden Heather Starlet.

## Priser og nomineringer
- 2009 AVN Awards – Nomineret til "Best All-Girl Group Sex Scene" for filmen Not Bewitched XXX[10]
- 2010 AVN Awards – Nomineret til "Best All-Girl Group Sex Scene" for filmen Party of Feet[11]
- 2010 AVN Awards – Nomineret til "Best Oral Sex Scene" for filmen Jules Jordan: Feeding Frenzy 10[11]
- 2012 AVN Awards – Nomineret til "Best Tease Performance" for filmen The Bombshells
- 2013 AVN Awards – Nomineret til "Best POV Sex Scene" for filmen POV 40[12]

## Eksterne links
- Wikimedia Commons har flere filer relateret til Madison Ivy
- Madison Ivy på Internet Movie Database (engelsk)
- Madison Ivy på The Movie Database (engelsk)
- Madison Ivy på Adult Film Database (engelsk)
- Madison Ivy på Internet Adult Film Database (engelsk)